# Ŭddâr Méanchey
Ŭddâr Méanchey (khm. ឧត្ដរមានជ័យ) – prowincja w północnej Kambodży.
Prowincja podzielona jest na 5 dystryktów:
- ’Ânlóng Vêng
- Bântéay ’Âmpĕl
- Chŏng Kăl
- Sâmraông
- Trâpeăng Prasat